# Rivière Blanche (Ottawa River, Papineau)
Der Rivière Blanche (französisch für „weißer Fluss“) ist ein 63 km langer linker Nebenfluss des Ottawa River in der Verwaltungsregion Outaouais im Südwesten der kanadischen Provinz Québec.

## Flusslauf
Der Flusslauf des Rivière Blanche befindet sich in der regionalen Grafschaftsgemeinde Papineau. Der Fluss hat seinen Ursprung in dem 245 m hoch gelegenen See Lac Écho in den Laurentinischen Bergen. Er fließt in überwiegend ostsüdöstlicher Richtung. Nach 8 km wird der Fluss von dem Wehr Barrage Écho (⊙) aufgestaut. In der Folge durchfließt der Rivière Blanche die Seen Lac Smallian, Lac Gull und Lac la Blanche. Unterhalb des Lac la Blanche befindet sich die Barrage la Blanche (⊙) am Flusslauf. 12 km oberhalb der Mündung kreuzt die Autoroute 50 den Flusslauf. Der Rivière Blanche biegt am Nordrand von Thurso nach Westen ab. 3,5 km oberhalb der Mündung biegt er nach Nordosten ab. Er kreuzt die Route 148, bevor er auf den Ottawa River trifft.